# Nissan Kicks
O Kicks é um SUV compacto, produzido pela Nissan. Lançado no Brasil em 2016 com o objetivo de ser o carro dos Jogos Olímpicos Rio 2016, evento patrocinado pela Nissan. A  primeira aparição do veículo ainda em forma conceitual  ocorreu no Salão do Automóvel de São Paulo em 2014.
Em 2021, a Nissan lançou a reestilização do Kicks.
O parachoque tem grades mais longas e trapezoidais em relação ao antecessor e terá o inédito motor 1.3 turbo em parceria com a Renault
O Kicks baseado na plataforma V estreou em São Paulo em 2016 com o código de chassis P15. O carro foi projetado em colaboração com a sede de design da Nissan em Atsugi, Japão, a Nissan Design America (NDA) em San Diego, Califórnia, e a Nissan Design America no Rio de Janeiro. O Kicks foi então gradualmente implantado na América Latina, então entrou nos Estados Unidos e Canadá em 2018 para substituir o Juke como oferta de crossover subcompacto em ambos os países.
O Kicks baseado na plataforma Dacia B0 foi introduzido na Índia em 22 de janeiro de 2019 com o código do chassi P16. A empresa afirma que o carro é construído na plataforma para reduzir os custos de produção. Como resultado, é ligeiramente maior do que o Kicks baseado na plataforma V e manteve a mesma distância entre eixos do Dacia Duster e do Renault Captur baseado na plataforma Dacia B0.

## Concorrentes
O Nissan Kicks tem como concorrentes no Brasil o Renault Captur, Jeep Renegade, Honda HR-V, Ford EcoSport e Peugeot 2008.

## Mercado global (P15; 2016)
Originalmente revelado como um conceito em 2014, o Nissan Kicks foi exibido em todo o Brasil em 2016 para promover os Jogos Olímpicos de Verão, dos quais a Nissan foi um dos patrocinadores principais. O crossover foi colocado à venda na China em julho de 2017, substituindo o Nissan Livina C-Gear.
The Kicks fez a estreia na América do Norte em 29 de novembro de 2017. No Los Angeles Auto Show e estava programado para estar à venda em junho de 2018. Importado do México, substituiu o Nissan Juke e também indiretamente substituiu o Nissan Versa Note como uma oferta de hatchback subcompacto na região.
O Kicks possui um sistema de áudio touchscreen padrão com Bluetooth para chamadas sem fio e streaming de áudio estéreo sem fio, bem como integração USB e um visor de câmera de backup retrovisor. Os modelos de nível superior também oferecem um sistema de entretenimento informativo atualizado Apple CarPlay e integração com smartphone Android Auto, bem como um sistema de áudio amplificado Bose premium que possui pequenos alto-falantes montados nos encostos de cabeça dianteiros. Os modelos Kicks do mercado norte-americano também oferecem rádio via satélite SiriusXM na maioria dos modelos.

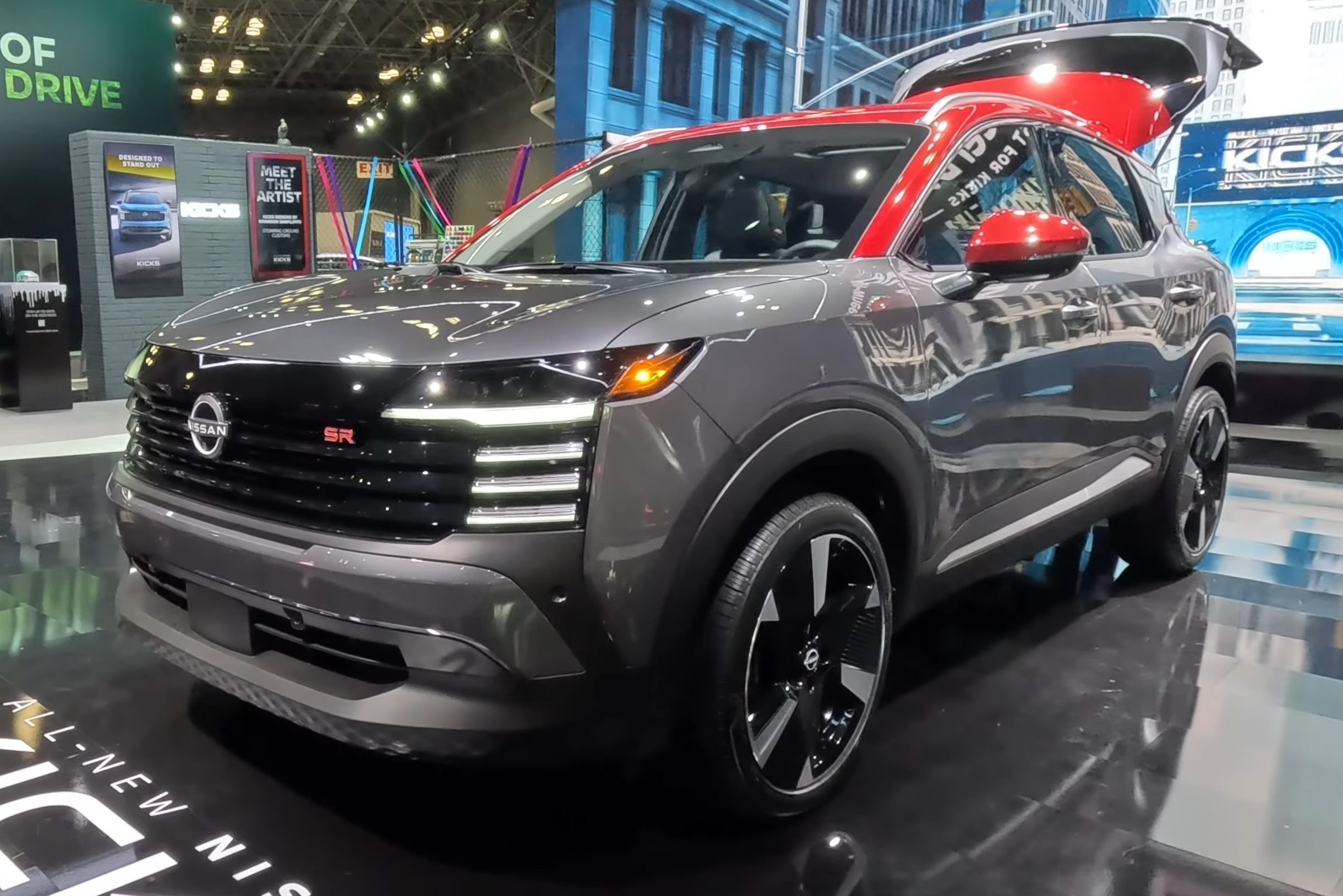
Nissan Nicks SR AWD 2026 fotografado nos Estados Unidos (Visão dianteira)

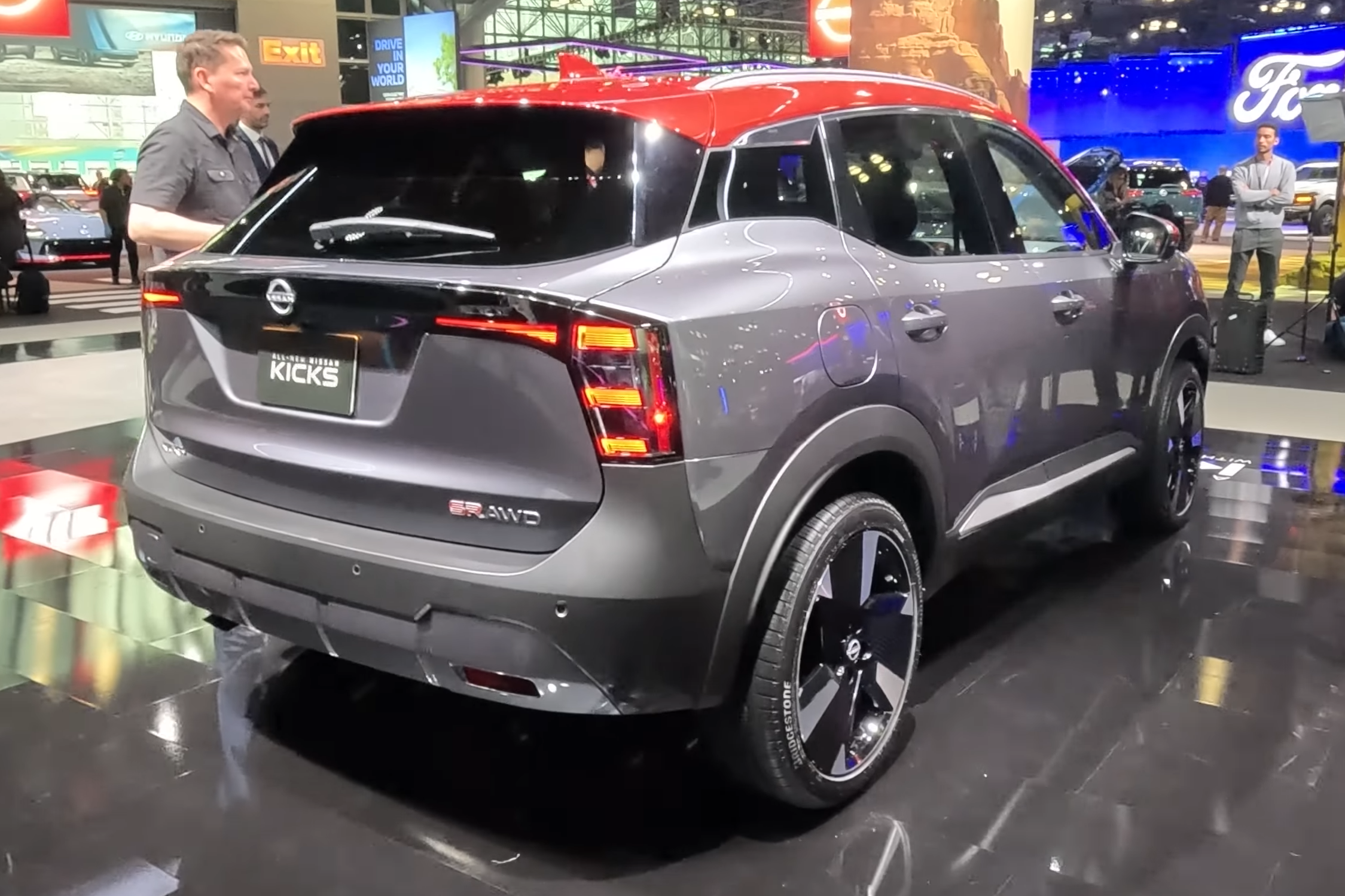
Nissan Kicks SR AWD 2026 fotografado nos Estados Unidos (Visão traseira)

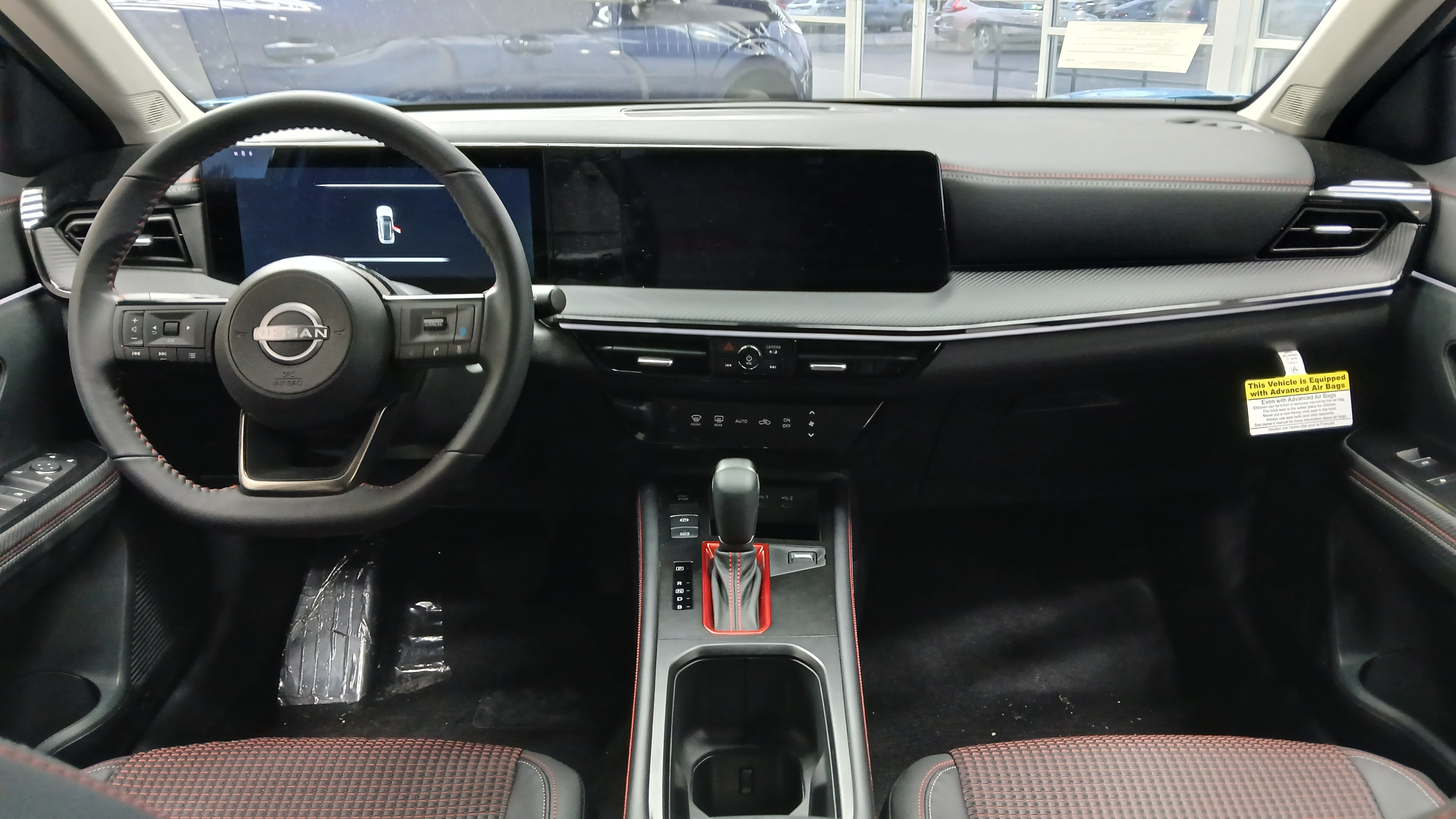
Nissan Kicks SR AWD 2026 fotografado nos Estados Unidos (Interior)

### Kicks E-Power
Em 15 de maio de 2020, o Kicks e-Power foi lançado na Tailândia. Ele apresenta um visual atualizado com painel frontal e lanternas traseiras reformuladas. O Kicks e-Power combina um motor a gasolina HR12DE 1.2 litros de 3 cilindros e um motor elétrico EM57 que aciona as rodas dianteiras. O Kicks e-Power também foi revelado no Japão em 24 de junho de 2020 e lançado em 30 de junho de 2020, bem como na Indonésia em 2 de setembro de 2020.

### Mudança do Design em 2021
Uma versão atualizada do padrão Kicks foi revelada em dezembro de 2020. O painel frontal foi feito idêntico ao Kicks e-Power que foi lançado anteriormente, com uma grade maior e faróis de LED. O painel traseiro recebeu pequenas atualizações, principalmente no pára-choque. No interior, o 2021 Kicks recebeu atualizações, incluindo um apoio de braço central, tela sensível ao toque maior e um freio de estacionamento eletrônico. Os níveis de acabamento e o trem de força não foram alterados. A suspensão do 2021 Kicks, que apresenta um suporte dianteiro independente com amortecedores traseiros de tubo duplo, também é idêntica ao modelo anterior de 2020. O Kicks atualizado estará à venda na América do Norte em fevereiro de 2021.

### Motor
O Kicks está equipado com o motor a gasolina de quatro cilindros HR16DE 1.6 L da Nissan, partilhado com o Versa. Este motor gera 125 hp (127 PS; 93 kW) e 155 N⋅m (114 lb⋅ft; 16 kg⋅m) de torque. A Nissan classifica este motor para receber uma classificação de economia de combustível da EPA de 50 quilômetros por litro, e na cidade e 58 quilômetros por litro em rodovia. A versão chinesa e taiwanesa usa o motor a gasolina de quatro cilindros HR15DE 1.5 L da Nissan.
A versão e-Power usa o motor a gasolina de três cilindros HR12DE 1.2 L avaliado em 78 cv (79 PS; 58 kW) a 5.400 rpm e 103 N⋅m (76 lb⋅ft; 11 kg⋅m) de torque a 4.400 rpm como gerador para a bateria de 1,57 kWh localizada sob os bancos dianteiros. O próprio carro é movido por um motor elétrico EM57 com 127 hp (129 PS; 95 kW) e 260 N⋅m (192 lb⋅ft; 27 kg⋅m) de torque.

## Mercado Indiano (P16; 2019)
No mercado indiano, um carro maior com um estilo semelhante ao do Kicks original foi lançado em 22 de janeiro de 2019. Ele substituiu o Nissan Terrano, um Dacia Duster reestilizado oferecido desde 2013.
O mercado indiano do Kicks compartilhou amplamente a plataforma e as peças com o Dacia Duster e o Renault Captur baseado na plataforma Dacia B0 para cortar custos, já que todos eles foram fabricados na mesma fábrica da Renault-Nissan em Chennai. Como resultado, a Kicks, do mercado indiano, compartilha muito poucas peças ou chapas de metal com a Kicks global.

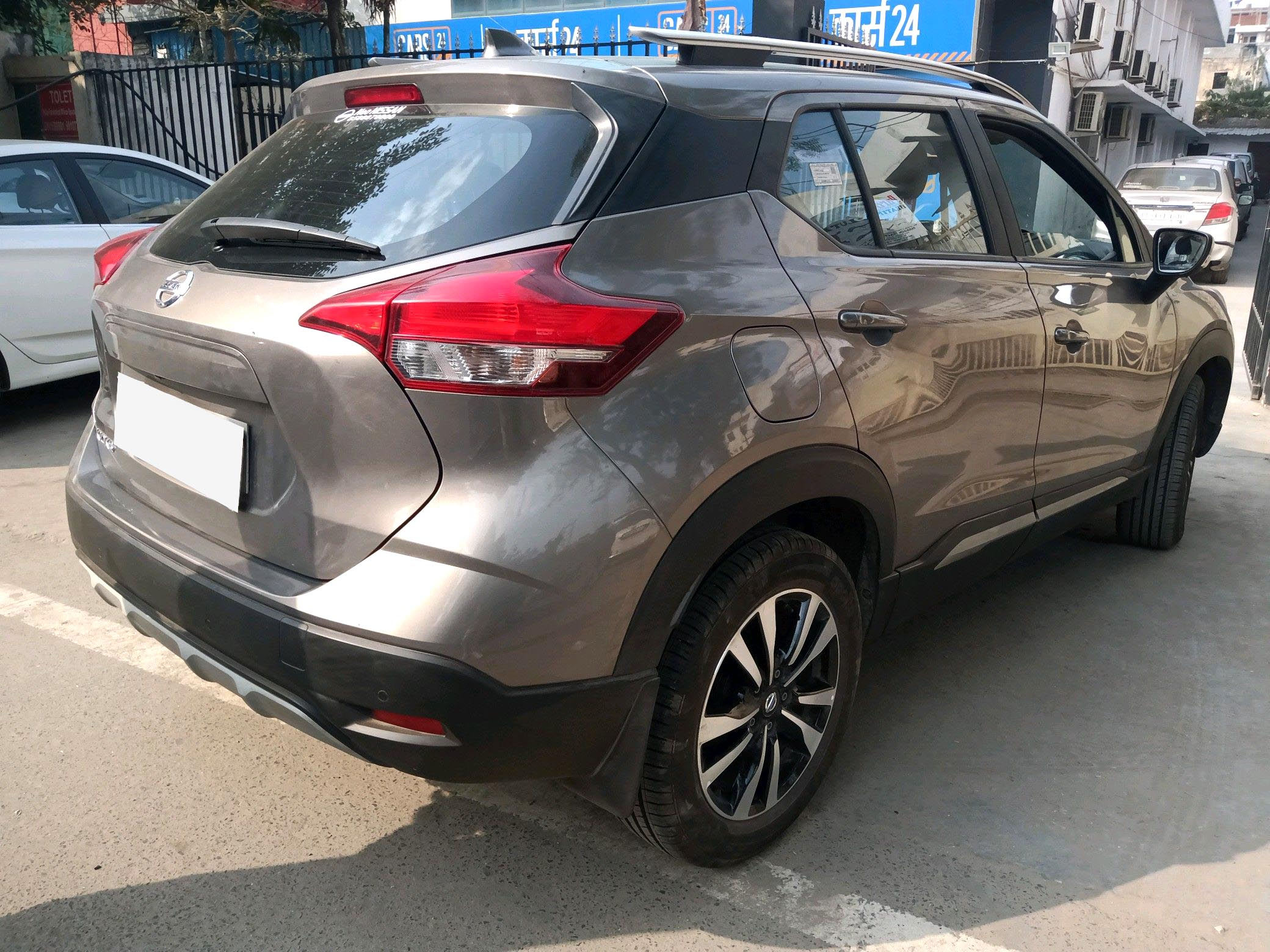
A traseira do Nicks Indiano

O P16 Kicks foi inicialmente oferecido com o motor a gasolina H4K / HR15DE naturalmente aspirado e o motor a diesel K9K, ambos acoplados a uma transmissão manual de 6 velocidades. Ambos os motores são compartilhados com o Renault Captur.
Em maio de 2020, a Nissan anunciou a descontinuação do motor diesel K9K devido à implementação dos padrões de emissão Bharat Stage 6, oferecendo o motor turbo a gasolina Renault-Nissan-Daimler HR13DDT como um substituto. O motor turbo é avaliado em 158 cv (158 PS; 116 kW) e 254 N⋅m (187 lb⋅ft; 26 kg⋅m), que a Nissan afirma ser o mais potente em seu segmento. O motor também é oferecido com a opção de transmissão X-Tronic CVT pela primeira vez.
Como um esforço de marketing, o Kicks se tornou um carro oficial para a Copa do Mundo de Críquete ICC 2019.

## Vendas
| Ano  | Japão  | Brasil | Argentina | Colômbia | México | China  | Taiwan | EUA    | Canadá | Tailândia | Indonésia | Emirados Árabes Unidos | Índia |
| ---- | ------ | ------ | --------- | -------- | ------ | ------ | ------ | ------ | ------ | --------- | --------- | ---------------------- | ----- |
| 2016 |        | 10.712 |           |          | 5.264  |        |        |        |        |           |           |                        |       |
| 2017 |        | 33.464 | 1.582     | 2.568    | 22.438 | 44.142 |        |        |        |           |           | 2.411                  |       |
| 2018 |        | 46.812 | 6.533     | 4.021    | 21.801 | 35.864 | 6.554  | 23.312 | 4.362  |           |           | 3.824                  |       |
| 2019 |        | 56.062 | 4.575     | 3.510    | 17.837 | 47.785 | 16.882 | 58.193 | 16.086 |           |           | 3.491                  | 4.776 |
| 2020 | 18.326 | 36.444 | 4.938     | 2.091    | 10.792 | 26.373 | 15.739 | 58.858 | 14.150 | 1.351     | 153       | 2.095                  | 1.817 |
| 2021 | 35.044 | 36.527 | 5.525     | 3.864    | 13.988 | 18.813 | 12.762 | 82.960 | 18.750 | 1.368     | 592       |                        | 1.860 |
| 2022 | 18.697 | 38.942 | 4.502     | 1.658    | 16.265 | 10.501 | 12.676 | 54.879 | 13.115 | 4.909     | 467       |                        | 1.438 |
| 2023 | 15.778 | 50.781 | 4.700     | 1.829    | 19.322 | 8.111  | 9.085  | 66.820 | 13.621 | 5.487     | 141       |                        |       |
| 2024 | 14.346 | 60.444 | 3.624     | 2.969    | 23.679 | 10.040 | 5.661  | 77.356 | 24.084 | 2.855     | 75        |                        |       |